# Claudio Veeraragoo
 (mai 2015).
Si vous disposez d'ouvrages ou d'articles de référence ou si vous connaissez des sites web de qualité traitant du thème abordé ici, merci de compléter l'article en donnant les références utiles à sa vérifiabilité et en les liant à la section « Notes et références ».
Claudio Veeraragoo est un chanteur mauricien de séga né le 1er avril 1946 à Rose-Hill.

## Carrière
Passionné de musique, Claudio Veeraragoo se lance en 1964 dans une carrière musicale. En 1965, il est déjà auteur-compositeur, arrangeur musical et chanteur. En 1970, il crée son orchestre, Le Satanik Groupe, et sa troupe de séga. En 1971, il devient propriétaire de son studio d’enregistrement (studio Lyndon Recording).
En 2014, Claudio Veeraragoo a à son actif 350 compositions, 8 CD, 30 cassettes et plus de 45 disques vinyles-45 tours. Sa musique lui a permis de faire le tour du monde accompagné de ses musiciens et danseuses passant par l’Europe, l’Asie, l’Afrique du nord et l’Afrique du Sud, le Canada et l’Australie.

## Récompenses
- Pour le titre Ambalaba en 1989 repris par plusieurs interprètes internationaux en différentes langues.
- URTNA Award (Union Radio Television Networks of Africa) en 1993 à Nairobi au Kenya (URTNA Cultural Ambassador AWARD).
- Award M.S.K (Member of the star and key of the Indian Ocean) en 2002 dans le domaine des arts et de la culture.
- Pour sa composition Mera Dil La Liley repris par le chanteur Shaan dans le film bollywoodien TUM en 2002.
- Honoré à l’île de La Réunion pour sa carrière musicale (la Médaille du Compagnon de la ville de Saint-Joseph).
- Sofitel Séga Award en 2012.